# Bartolomeo d'Aragona
Bartolomeo d'Aragona, barone di Cammarata (... – dopo il 1400), è stato un nobile, politico e militare italiano del XIV secolo.

## Biografia
Figlio di Vinciguerra, alla morte di questi, nel 1384 gli succedette nel possesso della baronia di Cammarata, e nel 1392 di altri feudi. Era uno dei feudatari più ricchi della Sicilia e si avvicinò alle casate più potenti dell'isola.
Siniscalco del Regno, il 10 luglio 1391 partecipò al convegno dei baroni siciliani a Castronuovo, aderendo alla politica di opposizione ai Martini, pur con qualche esitazione, specialmente quando ebbe dai nuovi sovrani assicurazioni sul mantenimento dei propri feudi e della carica di siniscalco. Nel 1392, aveva ottenuto investitura della baronia di Naso, confiscata ad Artale II Alagona.
Insorse poi nel 1393, e nel 1397 al seguito di Guglielmo Raimondo Moncada, marchese di Malta e Gozo e di Antonio Ventimiglia, conte di Collesano. Sopraggiunto l'accordo tra il re Martino I di Sicilia e il papa Gregorio XI, che riconobbe la sua sovranità sull'isola, l'Aragona, condannato per fellonia, fu costretto a esulare e i suoi beni furono confiscati. Accolto alla corte del re Ladislao I di Napoli, dalla capitale angioina cercò di riorganizzare le forze degli esuli siciliani, d'accordo con quanto faceva Artale Alagona, esule a Milano. Nel 1400 organizzò una piccola flotta e a correre per i mari di Sicilia, ma il suo tentativo, come altri analoghi, rimase sterile.
Fu sposato con la genovese Doleta Embriaco, figlia di Bertrando dei signori di Gibelletto, da cui ebbe le figlie, Bartolomea, che fu moglie di Enrico Ventimiglia, conte di Geraci, e Contessa detta Contissella, che fu moglie di Matteo Moncada, conte di Caltanissetta.